# Carl Albert Andersen
Carl Albert Andersen (Østre Aker, 15 de agosto de 1876 — Oslo, 28 de setembro de 1951) foi um ginasta norueguês que competiu em provas de ginástica artística. Além, também foi competidor no atletismo.
Andersen é o detentor de duas medalhas olímpicas, conquistadas em duas diferentes edições. Em Paris, 1900, foi o medalhista de bronze na prova do salto com vara de atletismo. Na edição britânica, os Jogos de Londres, em 1908, competiu como ginasta na prova coletiva. Ao lado de outros 29 companheiros, conquistou a medalha de prata, após superar a nação da Finlândia e encerrar atrás da seleção sueca. Dois anos antes, foi o vencedor da prova por equipes da ginástica, nos Jogos Intercalados.